# Antiphonaire du Mont-Blandin

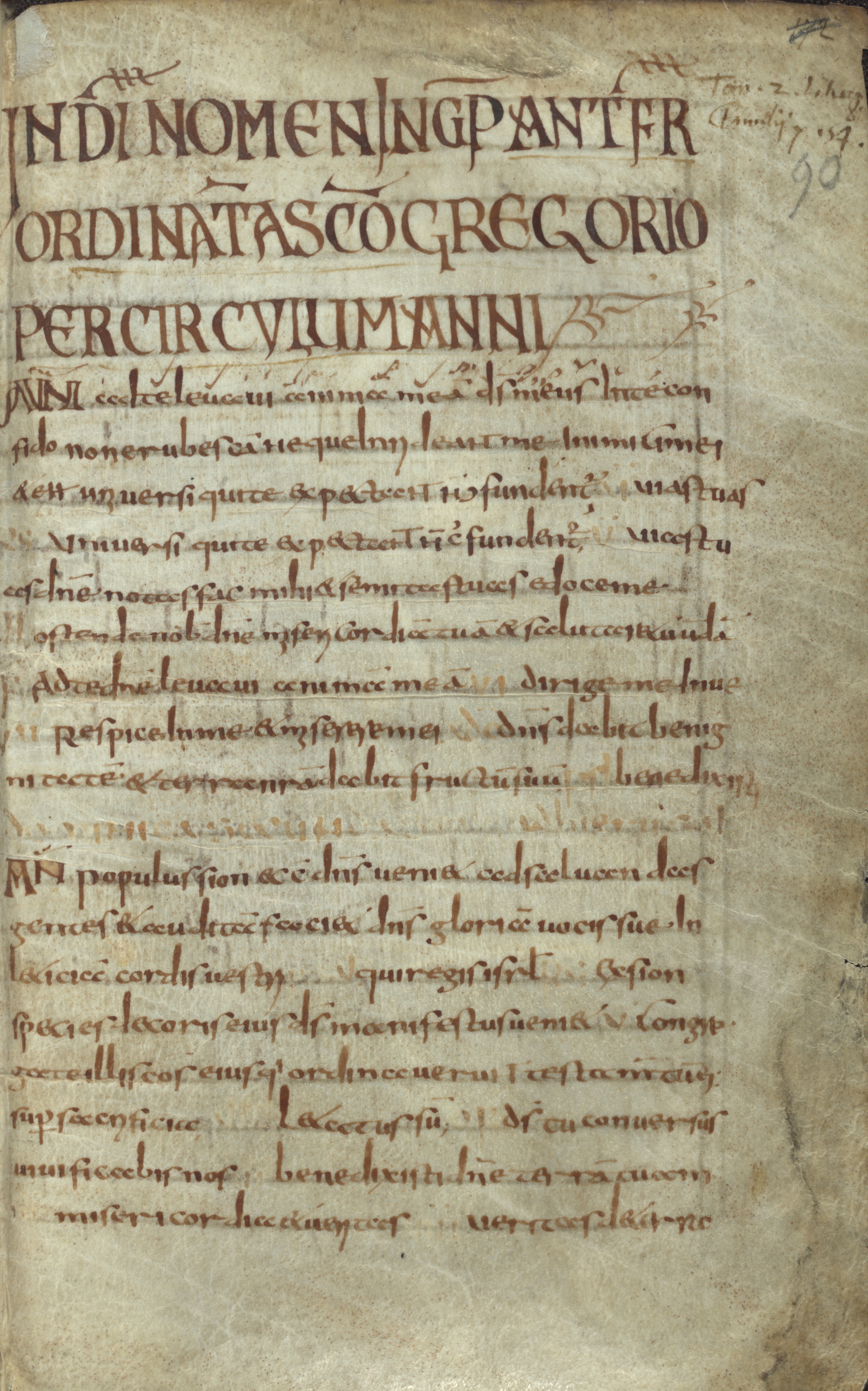
B. R. 10127 - 10144, fol. 90r (première page).
Le titre indique que l'auteur de l'antiphonaire était attribué à saint Grégoire Ier (In D[e]i nomen incip[it] ant[i]f[ona]r[ius] ordinat[us] a sancto Gregorio per circulum anni). Les neumes de l'introït, Ad te levavi ont longtemps été considérés comme ceux d'une main tardive, cependant, un examen récent de ces neumes pourrait en attester l’authenticité.

Le dit Antiphonaire du Mont-Blandin est un antiphonaire ancien du chant grégorien sans notation, copié vers 800, auprès de l'abbaye du Mont-Blandin près de Gand, dans le royaume carolingien sous le règne de Charlemagne.
Il s'agit de l'un de deux manuscrits restants et les plus anciens de ce chant, avec le Sacramentarium Rhenaugiense (vers 800 ou peu avant), dit Graduel de Rheinau selon l'Antiphonale Missarum Sextuplex. Cependant, en tant que témoignage de la naissance du chant grégorien, celui du Mont-Blandin, antiphonaire complet de bonne qualité, est plus important.
Le document est actuellement conservé à Bruxelles, auprès de la Bibliothèque royale de Belgique, comme manuscrit B. R. 10127 - 10144, Liber Antiphonarius ordinatus per circulum anni.

## Histoire
Achevé vers 800 au sein de l'abbaye Saint-Pierre de Gand particulièrement relié à Charlemagne, promoteur du chant grégorien, le manuscrit y était conservé. Celle-ci était, depuis le VIIe siècle, le centre spirituel et culturel de la région. 
Ce monastère du Mont-Blandin subit au XVIe siècle l'attaque des Calvinistes. Vraisemblablement à cause de cet événement dramatique, le livre arriva, en exil, auprès de la Librairie des ducs de Bourgogne à Bruxelles, actuellement Bibliothèque royale de Belgique. Il est probable que la publication de Jacobus Pamelius en 1571 fut effectuée, à la suite de ce transfert. Mais, Dom René-Jean Hesbert à Solesmes considérait que cet éditeur visitait l'abbaye plus tôt, entre 1562 et 1566, pour sa publication. L'abbaye fut enfin détruite en 1578, au cours de la guerre d'indépendance des Pays-Bas.
On supposait que le manuscrit aurait été perdu. Toutefois, au début du XXe siècle, Dom Pierre de Puniet à Solesmes redécouvrit celui-ci dans la bibliothèque royale à Bruxelles. Après avoir établi son authenticité avec la comparaison entre le manuscrit et la publication de Pamelius, Dom Henri Peillon publia en 1912, L'antiphonaire de Pamelius (Revue bénédictine, tome XXIX, p. 411 - 437).
Lorsque Dom Hesbert examina ce document, les rubriques en onciale rouge étaient quasiment entièrement effacées. Des spécialistes soutirent son analyse sans endommager le manuscrit, à la suite d'une sollicitation de Madame la Comtesse de Gironde : il s'agissait de la secrétaire générale du laboratoire du Louvre et de J. Cogniard, ingénieur chimiste chef du laboratoire à la Banque de France. Donc, la restauration de texte entière fut achevée, grâce aux dernières techniques développées à cette époque-là.
Encore fallait-il que ce manuscrit découvert à Bruxelles soit identifié, soit certainement l'antiphonaire de Pamelius, soit une autre copie semblable, fabriquée dans le même atelier. Finalement, l'auteur de l'Antiphonale Missarum Sextuplex conclut : il s'agit exactement du même document. Car, Parmelius avait, par erreur, sauté une ligne entière, lors de sa publication, pour les antiennes de la Purification. L'édition de Pamelius ne compte que trois antiennes alors que le manuscrit présente quatre. Mais, quand l'on consulte le manuscrit, il est évident que le dernier mot de la ligne précédente Christum Domini est directement suivie du premier mot de la deuxième ligne suivante AD INTROITUM dans la publication en 1571. Donc, cette dernière manque simplement de la première ligne suivante, & venit ....

## Valeur du manuscrit

### Antiphonaire grégorien complet
Ce manuscrit est un antiphonaire complet selon l'année liturgique (per circulum anni) du rite romain. Parfois, les premiers et derniers feuillets de documents anciens sont perdus (tel manuscrit Einsiedeln 121) ou endommagés (par exemple, manuscrit Laon 239). Au regard de l'Antiphonaire du Mont-Blandin, il s'agit d'une partie (fol. 90 r - 115 v) d'un livre composé (fol. 1 r - 135v) en raison de laquelle le texte total est idéalement protégé et conservé, telle la première page, fol. 90 r (voir fac-similé). Si cela est un livre composé de plusieurs matériaux, tout l'ensemble de texte, y compris antiphonaire, fut écrit par la même main.
Cette intégralité du manuscrit permit de sortir en 1935 l'Antiphonale Missarum Sextuplex qui avait groupé les textes issus d'autres manuscrits sans notation, autour de celui du Mont-Blandin.    
L'Antiphonaire se divise en quatre sections : fol. 90 - 96, 97 - 104, 105 - 112 et 113 - 115v. Selon un spécialiste de droit canonique ayant analysé d'autres sections ainsi qu'un autre document parisien, ce livre pourrait être destiné aux prêtres, malgré la sauvegarde dans l'abbaye du Mont-Blandin. De plus, il est probable que, dans cet antiphonaire, le texte du sacramentaire gélasien, plus ancien, et celui de saint Grégoire, octroyé par le pape Adrien Ier à Charlemagne en 791, étaient mélangés,. 
Après avoir examiné en détail tous les six manuscrits pour sa première publication principale, Dom Hesbert conclut que le manuscrit Blandiniensis demeure le plus important et sans aucune comparaison possible.

### Dénomination du chant grégorien
D'après la légende, le saint pape Grégoire Ier ou le Grand († 604) demeurait depuis si longtemps le créateur du chant grégorien. Néanmoins, au XXe siècle, cette attribution connut une grosse difficulté. D'une part, la notation musicale grégorienne ne remonte qu'au milieu du IXe siècle. D'autre part, les musicologues identifièrent enfin la naissance du chant grégorien à Metz et alentour au VIIIe siècle, donc après le décès de celui-ci et en dehors de Rome. L'Antiphonaire du Mont-Blandin peut expliquer exactement pourquoi ce répertoire s'appelait chant grégorien. Dans ce manuscrit, l'auteur du texte, et non de la mélodie, est certainement attribué à ce saint pape (fol. 90 r).

### Vieux-fond
Ce manuscrit fut attentivement étudié avant la Seconde Guerre mondiale, avec d'autres documents les plus anciens, par Dom René-Jean Hesbert auprès de l'abbaye Saint-Pierre de Solesmes,. À cette époque-là, les manuscrits sans notation n'étaient pas nécessairement appréciés. Une fois qu'une nouvelle science, sémiologie grégorienne, fut établie dans les années 1950, le texte correct du chant grégorien est aujourd'hui considéré comme premier élément du chant.
De nos jours, il est fondamental qu'un chant grégorien se trouve dans le « vieux-fond », c'est-à-dire ensemble des pièces du répertoire du chant romain qui avaient été composés à Rome, avant que la liturgie selon le rite romain ne soit adoptée en Gaule au VIIIe siècle. Si un chant grégorien demeure dans le vieux-fond, plus précisément tous les manuscrits dans l'Antiphonale Missarum Sextuplex publié en 1935 par ce moine, à priori celui-ci doit être du vieux-fond ainsi qu' « authentique »,.
L'antiphonaire du Mont-Blandin est le manuscrit le plus distingué de ce vieux-fond, en raison de la proximité du document original romain, à savoir de son ancienneté.

## Caractéristique
Si l'antiphonaire avait été écrit par le même copiste de qualité, un peu de fragments supplémentaires furent ajoutés par deux autres mains, tardivement : folios 93v - 94r, 102v - 103r, 105r, 106v - 107r, 108, 110r, 110v - 111r et 115r.    
L'antiphonaire se caractérise surtout de son usage de nombreuses ligatures ainsi que abréviations, déjà évident dans le titre du manuscrit (folio 90r). De plus, ses emplois étaient très loin de l'uniformité. Mais Dom Hesbert réussit à résoudre ces difficultés.
Son répertoire possède une bonne uniformité avec d'autres manuscrits, sauf quelques exceptions, par exemple son répons Tenuisti pour le premier dimanche de Carême, au lieu de l'Angelis suis. La particularité de ce manuscrit se trouve dans ces répons ainsi que mêmes des communions. À partir du VIIIe dimanche après Pentecôte, il y a double répons graduel, RESP. GRAD. puis ITEM. RESP. GRAD. De même, certains communions s'accompagnent de leur ITEM ARIA.
Enfin, les deux premières de quatre grandes antiennes de la messe du 2 février se distinguent de leurs textes en bilangue et en alternance, latin et grec. Ces caractères indiquent que le copiste consultait plusieurs sources lors de son travail.

## Publication
Le texte du manuscrit fut édité par le théologien Jacobus Pamelius († 1587), en faveur de son Liturgica latinorum. Si le manuscrit du Mont-Blandin demeurait sa principale base, cet éditeur n'effectua pas sa rédaction en façon concrète :
- Jacob van Pamele, Liturgicon ecclesiæ latinæ (1571), tome II, D. Gregorij Antiphonarium siue Gradualem ejusdem dit Antiphonaire de Pamelius[11],[12]

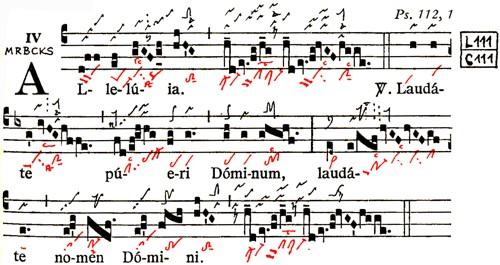
Un chant grégorien authentique dans le Graduale Triplex. Les abréviations MRBCKS sont celles de l'Antiphonale Missarum Sextuplex. Donc, cet alléluia se trouve exactement dans l'Antiphonaire du Mont-Blandin.

Celui-ci fut à nouveau publié sous forme de synopse en 1935, en tant qu'un des six graduels grégoriens sans notation, dans l'Antiphonale Missarum Sextuplex. Dans cette publication, les matériaux sont très soigneusement traités. L'éditeur Dom René-Jean Hesbert employait le titre Graduel du Mont-Blandin, au lieu d'antiphonaire, en raison d'une harmonisation. Dans ce livre, l'Antiphonaire du Mont-Blandin est déterminé avec son abréviation B qui se trouve dans plusieurs publications suivantes tel le Graduale Triplex, afin de préciser l'origine du texte.
- René-Jean Hesbert, Antiphonale Missarum Sextuplex

1. publication originale (1935), Vromant, Bruxelles[13],[6]
2. réimpression (1967), Herder, Rome[13]

## Bibliographiques
- Luigi Agustoni et Johannes Berchmans Göschl, Introduction à l'interprétation du chant grégorien, Abbaye Saint-Pierre, Solesmes 2001  (ISBN 978-2-85274-203-1) 288 p.
- Eugène Cardine, Vue d'ensemble sur le chant grégorien, Abbaye Saint-Pierre, Solesmes 2002  (ISBN 978-2-85274-236-9) 31 p.
- Daniel Saulnier, Le chant grégorien, Abbaye Saint-Pierre, Solesmes 2003  (ISBN 978-2-85274-243-7) 129 p.

1. ↑  p. 117

- René-Jean Hesbert, Antiphonale Missarum Sextuplex, réimpression, Herder, Rome 1967 [lire en ligne] 398 p.